# There Is a Hell Believe Me I’ve Seen It. There Is a Heaven Let’s Keep It a Secret.
There Is a Hell Believe Me I’ve Seen It. There Is a Heaven Let’s Keep It a Secret. ist das dritte Studioalbum der englischen Metalcore-Band Bring Me the Horizon. Das Album wurde am 8. Oktober 2010 in Deutschland, Österreich und der Schweiz veröffentlicht. It Never Ends ist die erste Singleauskopplung des Albums. Sie wurde am 20. August 2010 als Download veröffentlicht. In Australien, wo Sänger Oliver Sykes aufwuchs, stieg das Album auf Platz 1 der Albumcharts ein.

## Entstehung
Noch bevor die Band mit dem Songwriting begonnen hatte, stand der Albumtitel fest. Es handelt sich um ein Konzeptalbum, dessen Texte sich um Himmel und Hölle drehen. Die Musiker ließen Elemente aus der elektronischen Musik einfließen, zu den Gastsängern gehörte die kanadische Pop-Sängerin Lights. Im März 2010 begaben sie sich ins Studio Fredman, nahe Göteborg, um mit den Aufnahmen zu beginnen, Produzent war Fredrik Nordström. Während dieser Zeit tauschte die Band sich mit ihren Gastsängern per E-Mail aus. Für die elektronischen Teile der Musik war das DJ-Team KC Blitz verantwortlich. Die Gesangsaufnahmen für sechs Titel mussten im Juli 2010 in Los Angeles innerhalb von drei Tagen vorgenommen werden, weil diese die Band im Studio in Göteborg aufgrund der Komplexität der Arrangements nicht mehr fertigstellen konnte.

## Titelliste
1. Crucify Me (feat. Lights) – 6:20
2. Anthem – 4:50
3. It Never Ends – 4:34
4. Fuck (feat. Josh Franceschi von You Me at Six) – 4:55
5. Don't Go (feat. Lights) – 4:58
6. Home Sweet Hole – 4:38
7. Alligator Blood – 4:32
8. Visions – 4:09
9. Blacklist – 4:00
10. Memorial – 3:10
11. Blessed with a Curse – 5:08
12. The Fox and the Wolf (feat. Josh Scogin von The Chariot) – 1:43

## Kritiken
Gregory Heaney von Allmusic schreibt, dass sich mit dem dritten Album die harte Arbeit der Band ausgezahlt habe. Trotz der elektronischen Einflüsse lebe es von der Intensität, mit der Bring Me the Horizon Hardcore Punk und technischen Heavy Metal kombiniere. Das Onlinemagazin metal.de nennt das Album eine „atmosphärische Entdeckungsreise“, über dessen „Metalcore-lastigen und mitunter schwer groovenden Grundgerüst“ der authentisch wirkende Kreischgesang von Oliver Sykes throne.

## Auszeichnungen für Musikverkäufe
| Land/Region                  | Auszeichnungen für Musikverkäufe (Land/Region, Auszeichnung, Verkäufe) | Verkäufe |
| ---------------------------- | ---------------------------------------------------------------------- | -------- |
| Europa (Impala)              | Silber                                                                 | (20.000) |
| Vereinigtes Königreich (BPI) | Gold                                                                   | 100.000  |
| Insgesamt                    | 1× Silber · 1× Gold ·                                                  | 100.000  |